# Rakousko na Letních olympijských hrách 1960
Rakousko na Letních olympijských hrách 1960 v italském Římě reprezentovalo 103 sportovců, z toho 82 mužů a 21 žen. Nejmladší účastníkem byl Elfriede Hirnschall (15 let, 203 dní), nejstarší pak účastník Harald von Musil (52 let, 230 dní). Celkem Rakousko získalo 2 medaile, z toho 1 zlatou a 1 stříbrnou.

## Medailisté
| Medaile | Jméno                           | Sport             | Disciplína                        |
| ------- | ------------------------------- | ----------------- | --------------------------------- |
| Zlato   | Hubert Hammerer                 | Sportovní střelba | Muži – 300 metrů rifle tři pozice |
| Stříbro | Alfred Sageder Josef Kloimstein | Veslování         | Muži dvojka bez kormidelníka      |